# AUDI E5
AUDI E5  ― універсал, що виробляється з 2025 року суббрендом AUDI (великими буквами) компанії Audi для китайського ринку.

## Опис

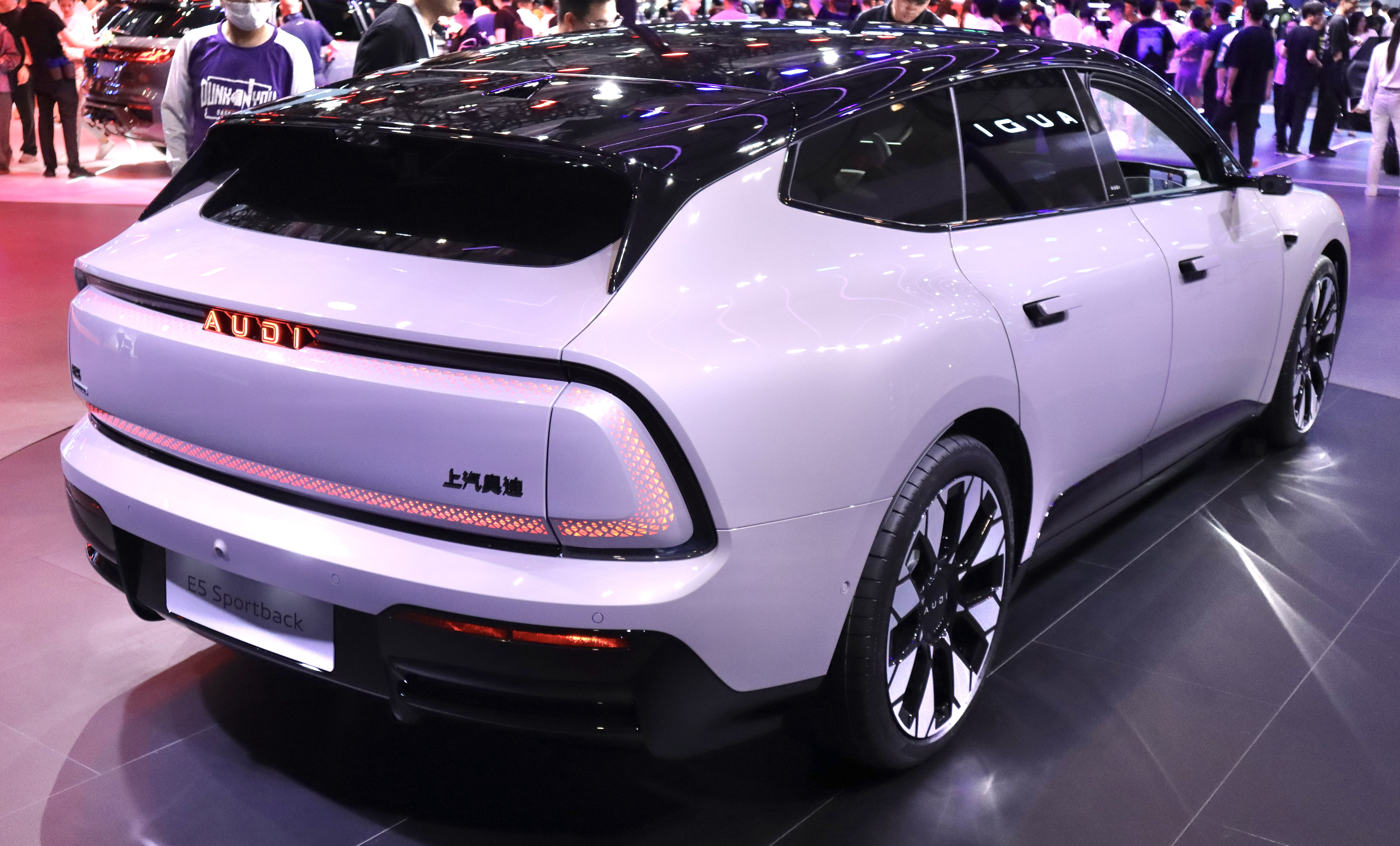

E5 побудований на платформі, розробленій у співпраці між Audi та SAIC, з метою поєднання найкращого з Німеччини та Китаю.
Доступний як із заднім, так і з повним приводом, E5 Sportback буде пропонуватися з потужністю 220 кВт (299 к. с.), 300 кВт (407 к. с.), 425 кВт (578 к. с.) або максимальна потужність 579 кВт (787 к. с.) 
Топовий E5 розганяється до 100 км/год лише за 3,4 секунди.
Мультимедіа AUDI E5 оснащена автомобільним чіпсетом Qualcomm Snapdragon 8295 із 5-нанометровою частотою та операційною системою AUDI OS.

E5 з'явився у дилерських центрах у травні 2025 року. Поставки мають розпочатися наприкінці серпня/початку вересня 2025 року.